# LvivMozArt

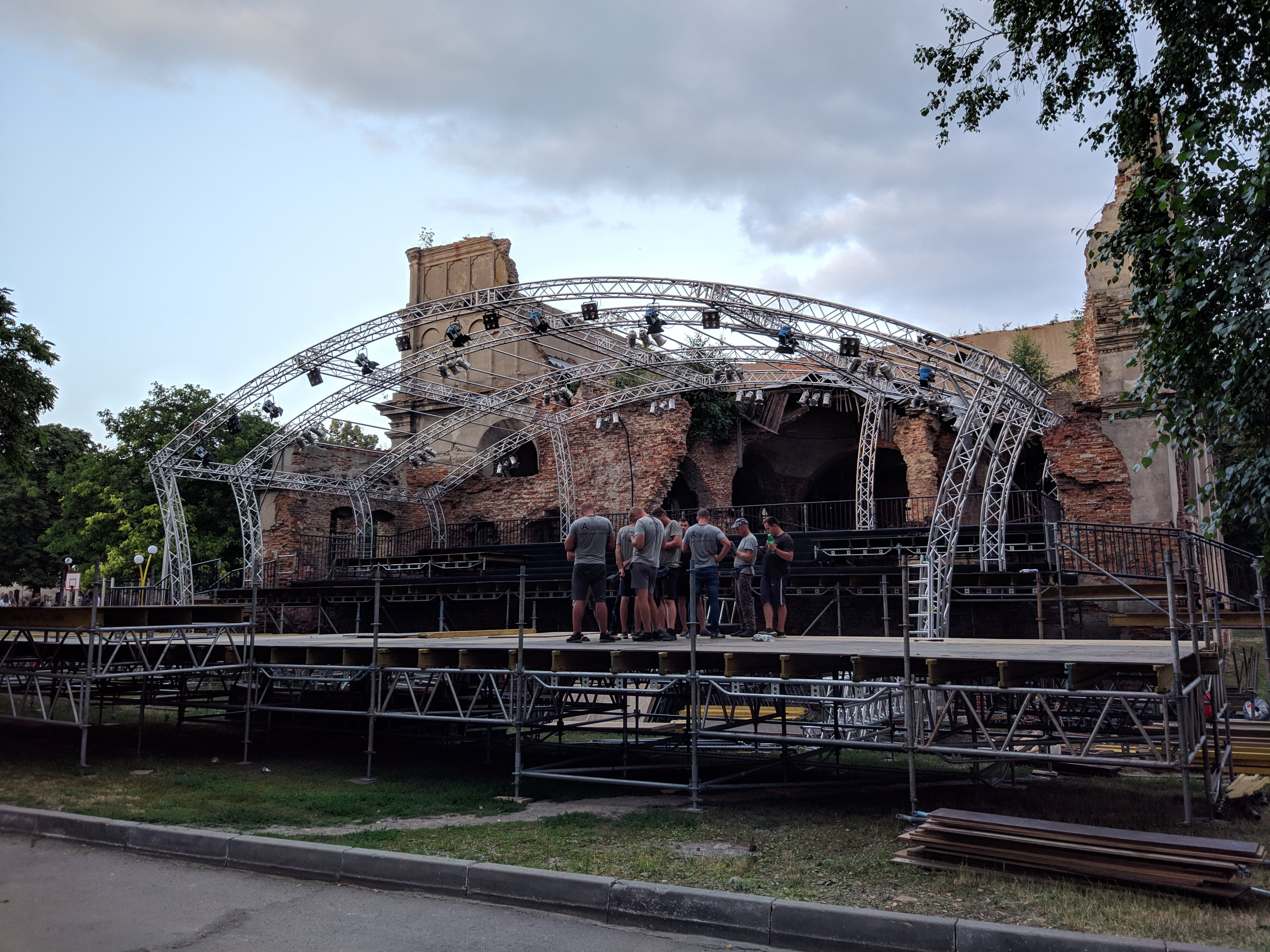
Une scène du LvivMozArt en plein air à Brody

Le festival LvivMozArt est un festival international annuel de musique classique qui se tient à Lviv et Brody, et dans leurs environs, en Ukraine. Il est nommé en l'honneur de Franz Xaver Wolfgang Mozart, fils de Wolfgang Amadeus Mozart, qui a vécu à Lviv de 1808 à 1838. Le festival a lieu du 16 au 20 septembre.